# Султанија Шевкефза
Шевкефза Кадин (османски турски: شوق افزا قادین; умрла 17. септембра 1889; што значи "она која развесељује" на персијском) била је четврта супруга султана Абдулмеџида I из Османског царства. На положају Валиде султаније била је од 30. маја 1876. до 31. августа 1876. године, када је на престо ступио њен син шехзаде Мурат као Мурат V.

## Младост
Грузијског порекла, Шевкефзу Кадин је у седмој години за време султана Махмуда II представио први имам Зеинелабидин Ефенди. Служила је султану седам или осам година као плесачица. Затим је била пратња султанове жене Нуртаб Кадин.

## Као Валиде султанија
Дана 30. маја 1876. године, њен син Мурат је ступио на престо као Мурат V и она је постала Валиде султанија.
Њен син је именовао њеног главног савезника, Дамат Нури-пашу, за великог везира, након чега су Шевкефза и Дамат требали одузети све златнике и накит који су Абдулазиз и његова мајка, бивша валиде Пертевнијал султанија, сакрили у харему Палате Долмабахче. Отворени су запечаћени станови Пертевијал и из њих је уклоњено осам сандука злата и четири сандука задужница. Било је потребно осам носача да се сваки сандук подигне. Речено је да је ових осам сандука садржало 5120 оки злата.

## Затвор
Након што је владао деведесет три дана, Мурат је свргнут 31. августа 1876. због његових напора да спроведе демократске реформе у царству, и они су били затворени у палати Чираган.
Каже се да се Шевкефза никада није помирила са Муратовом изјавом. У ноћи инцидента са Али Суавијем, 1877. године, када су Муратови партизани покушали да га врате на престо, Шеквефза га је охрабрила да одигра своју улогу. Али Мурат је био превише нервозан и узнемирен да би водио заверу. С обзиром на недостатак вођства, завера никада није имала шансе да успе.

## Смрт
Године 1889. оток на врату Шевкефзе одједном је почео да расте. Болест је трајала око три месеца, са периодима јаке грознице. Рифат-паша је учинио све да јој болест стави под контролу, али упркос свом лечењу није успео да је спаси. Умрла је 17. септембра 1889. године у палати Чираган, Ортакој, Истанбул, а сахрањена је у маузолеју нових дама у џамији Јени.